# Методологія опитування
Прикладна статистика наукових досліджень людини, тобто методологія дослідження, вивчає вибірки окремих одиниць з населення і пов'язані з ними методи збору даних, наприклад, побудову анкет і підвищення кількості й точності відповідей на опитування. Методологія дослідження включає в себе інструменти або процедури, які ставлять одне або кілька питань, на які можуть відповісти або які можуть залишити без відповіді.
Статистичні дослідження проводяться з метою висунути деяке припущення стосовно населення, що вивчається, і сильно залежать від поставлених в опитуванні питань. Опитування про громадську думку, опитування щодо стану здоров'я, маркетингові дослідження, дослідження діяльності уряду і переписи населення є прикладами кількісних досліджень, які використовують сучасні методики дослідження для пошуку відповідей на питання про населення. Хоча переписи населення не мають вибірок, вони включають в себе інші аспекти методології дослідження: анкетування, інтерв'ю і подальшу перевірку. Опитування надають важливу інформацію всім видам суспільної інформації та науково-дослідним областям, наприклад, маркетинговим дослідженням, психології, фахівцям в області охорони здоров'я і соціології.

## Загальна характеристика
Окреме опитування складається щонайменше з вибірки (або всього населення у випадку перепису), методу збору даних (наприклад, опитувальника) і окремих питань або елементів, які стають даними для статистичного аналізу. Окреме опитування може зосередитися на різних темах в залежності від його призначення, як-от на перевагах виборців (наприклад, стосовно кандидатів у президенти), на переконаннях (наприклад, чи аборт повинен бути законним?), на поведінці (куріння і вживання алкоголю) або на фактичній інформації  (дохід сім'ї). Оскільки дослідження у формі опитування майже завжди базуються на вибірці з населення, їхній успіх залежить від репрезентативності вибірки по відношенню до цільової групи населення, що представляє інтерес для дослідника. Ця цільова група населення може варіюватися від загальної чисельності населення тієї чи іншої країни до конкретних груп людей в цій країні, від членів деякої професійної організації чи студентів певного освітнього закладу (див. також відбір проб (статистика) і вибірки обстеження). Осіб, що відповідають на опитування, називають респондентами, і в залежності від поставлених запитань їхні відповіді можуть представляти самих респондентів, їхні сім'ї, роботодавців чи інші організації, до складу яких вони входять.
Методологія дослідження як наукова дисципліна ставить за мету визначення принципів розробки вибірки, інструментів для збору даних, статистичного коригування даних і їх обробки, а також остаточного аналізу даних, які можуть створювати систематичні і випадкові помилки опитування. Помилки опитування іноді аналізуються разом із вартістю опитування. Обмеження витрат іноді представляється як поліпшення якості або як альтернатива, що дозволяє знизити витрати на фіксованому рівні якості. Методологія дослідження виступає одночасно і як науковий напрям, і як професія, а це означає, що деякі фахівці цього напрямку зосереджуються на усуненні помилок обстеження емпірично, а інші складають опитування, щоб зменшити їхню кількість. Перед упорядниками опитувань стоїть завдання створити великий набір рішень щодо тисяч індивідуальних особливостей обстежень з метою їх поліпшення.
Найважливіші методологічні проблеми, з якими зіштовхується методист включають в себе прийняття рішень щодо:
- Визначення та вибору потенційних членів вибірки.
- Встановлення зв'язку з особами, які опитуються, і збору даних від тих, до яких важко дістатись (або вони не хочуть відповідати).
- Оцінки й перевірки питань.
- Вибору режиму постановки питань і збору відповідей.
- Навчання і контролю інтерв'юерів (якщо вони беруть участь).
- Перевірки даних на предмет точності і внутрішньої узгодженості.
- Регуляції оцінки опитування для виправлення виявлених помилок.

## Створення вибірки
Вибірка має певну структуру та добирається зі списку членів всієї групи населення, що представляє певний інтерес для дослідника. Мета опитування описати не цю конкретну вибірку, а більшу частину населення. Ця здатність узагальнювати залежить від репрезентативності вибірки, як і зазначено вище. Кожен представник населення зветься елементом. Є багато труднощів, з якими зіштовхуються при створенні репрезентативної вибірки. Однією з поширених помилок є селективне упередження. Селективне упередження спостерігається, коли в його результаті кількість членів певної групи пропорційно перебільшує її реальну частку в населенні. Наприклад, якщо деяка група, що представляє інтерес для дослідника, складається з 75% жінок та 25% чоловіків, а вибірка складається з 40% жінок та 60% чоловіків. В цьому випадку жінки недостатньо представлені, в той час як частка чоловіків завелика. Для того щоб мінімізувати селективне упередження, зазвичай використовується стратифікована проба. Це коли населення ділиться на підгрупи, так звані страти, і випадкові вибірки беруться із кожної страти, або елементи для вибірки беруться на пропорційній основі.

## Способи збору даних
Є кілька способів проведення опитування. Вибір способу проведення опитування залежить від декількох факторів, у тому числі від:
1. Витрат.
2. Охоплення цільової групи населення.
3. Гнучкості поставлених запитань.
4. Готовності респондентів брати участь.
5. Точності відповідей.

Різні методи справляють різне враження на респондентів, змінюючи манеру їхніх відповідей, та мають різні переваги. Найпоширеніші способи проведення опитувань:
- Телефонний дзвінок.Mail (пошта).
- Онлайн-опитування.
- Індивідуальні опитування в домашніх умовах.Індивідуальні опитування на вулицях чи у великих торгових центрах.
- Комбінації зазначених вище способів.

## Оформлення опитувань
Є кілька видів оформлення, або загальних структур, які можуть бути використані в опитуванні. Три основних види: опитування в поперечному перерізі, послідовні незалежні вибірки, а також довготривалі дослідження.

### Опитування в поперечному перерізі
У дослідженнях у поперечному перерізі, вибірки запозичуються з відповідної групи населення і вивчається один раз. Такі дослідження надають характеристику цієї групи людей в певний час, але не можуть пояснити її причину, оскільки відносяться до кореляційного виду, який може висувати припущення щодо майбутнього.

### Послідовні дослідження незалежних вибірок
Вид послідовних незалежних вибірок працює з кількома випадковими вибірками з населення в певний час чи декілька разів. Дослідження цього виду вивчають зміни в групі, але не спроможні зафіксувати зміни в окремих особах, так як одну  ту ж саму людину не опитують більше одного разу. Таким чином, такі дослідження не обов'язково можуть визначити причини змін із плином часу. Щоб бути ефективними, такі дослідження повинні мати вибірки з тієї ж групи і в однаковій мірі відображати певне явище. Якщо вибірки не співставні, відміни між вибірками можна пояснити скоріше демографічними характеристиками, а не часовими. Окрім того, питання повинні бути поставлені таким же чином, так що відповіді можна було б зіставляти безпосередньо.

### Довготривалі дослідження
Довготривалі дослідження вивчають одну й ту ж випадкову вибірку в різні моменти часу. На відміну від послідовного дослідження незалежних вибірок, цей вид досліджень зосереджується на відмінностях у відповідях окремих учасників протягом довгого часу. Це означає, що дослідник може потенційно проаналізувати причини змін відповідей шляхом оцінки відмінностей в досвіді респондентів. Довготривалі дослідження є найпростішим способом оцінити звичні події, наприклад, розлучення, які не можна перевірити експериментально. Проте довготривалі дослідження є дорогими, і їх важко здійснити. Важче знайти індивіда, який би погодився на дослідження впродовж кількох місяців чи років, ніж респондента для15-ти хвилинного інтерв'ю. До того ж, учасники часто залишають дослідження до остаточної оцінки. Це виснаження учасників не є випадковим, так що вибірки можуть ставати менш репрезентативними з кожним наступним опитуванням. Щоб врахувати це фактор, дослідник може порівняти респондентів, які залишили дослідження, із тими, хто дійшов до кінця, щоб визначити, чи є вони статистично різними групами. Респонденти також можуть спробувати не суперечити собі, незважаючи на зміни у відповідях на опитування.

## Анкетування
Анкети є найчастотнішим інструментом в опитуваннях. Проте результати конкретного опитування будуть нічого не варті, якщо анкету складено неправильно. Анкети повинні надавати достовірні і надійні демографічні дані, а також достовірну і надійну інформацію про особливості інивіда, які він самостійно визначає в анкеті.

### Анкетування як інструмент
Мінливою категорією, яку часто досліджують в опитуваннях, є демографічні змінні, що використовуються для опису характеристик людей. Демографічні змінні включають такі аспекти, як етнічна приналежність, соціально-економічний статус, раса та вік. Опитування часто досліджують переваги, переконання і позицію окремих людей та багато з них містять шкалу, за допомогою якої респондент самостійно визначає міру своєї зацікавленості/обізнаності/активної позиції у поставленому питанні. Шкала для самозвіту також використовуються для вивчення відмінностей між думками людей. Ця шкала самозвіту, що часто міститься в анкетах, є одним з найчастотніших інструментів в психології, і, таким чином, важливо, щоб вона була ретельно побудована, надійна та достовірна.

### Надійність і обґрунтованість засобів самозвіту
Надійні засоби самозвіту визначаються їхньою послідовністю й логічністю. Таким чином, надійний засіб самозвіту дає змістовні результати кожного разу, коли застосовується. Надійність тесту можна визначити кількома способами. По-перше, можна розрахувати надійність повторного тестування. Надійність повторного тестування передбачає проведення повторного опитування людей з широкої вибірки в два різних моменти часу. Щоб опитування вважалося надійним, люди з вибірки необов'язково повинні ставити одну і ту ж оцінку з того чи іншого приводу у кожному тесті. Достатньо лише, щоб їхнє ставлення за розподілом балів було схожим в первинному і повторному тестуванні. Самозвіт, як правило, буде надійнішим, якщо включатиме більше пунктів для оцінювання певної концепції. Крім того, оцінювання буде надійнішим, коли б думки людей щодо певної концепції більш розходились. І, нарешті,більшу надійність забезпечили б зрозумілі інструкції щодо заповнення анкети та мінімум відволікаючих факторів. З іншого боку, анкета є дійсною, якщо те, що вона реально оцінює, збігається з тим, що вона за задумом повинна була б оцінювати.

### Складання анкети
Щоб скласти анкету, яка надаватиме надійні і достовірні результати, послуговуємося наступними шістьма кроками. По-перше, визначаємо, яку саме інформацію потрібно знайти. По-друге, вирішуємо, як проводити опитування. По-третє, будуємо перший чорновий варіант анкети. По-четверте, анкету треба переглянути, а потім - апробувати. Нарешті, анкета редагується, і складається інструкція з її заповнення.

### Рекомендації щодо ефективного формулювання питань
Те, як сформульовано питання, може мати великий вплив на те відповідь респондента. Таким чином, укладачі опитувань повинні приділяти особливу увагу формулюванню питань опитування. Укладачі повинні мати на увазі, що різні люди, культури і субкультури можуть інтерпретувати певні слова і фрази по-різному. Є два типи питань, що використовуються в анкетах: відкриті питання і закриті питання. Відкриті питання не передбачають варінтів відповідей, на відміну від закритих, де, як правило, пропонується множинний вибір. Відкриті питання є корисними, оскільки наділяють респондента великою гнучкістю, надають йому простір для повного висловлення думки. Проте дослідникам їх важче інтерпретувати, систематизувати й оцінити. З іншого боку, закриті питання можна оцінити і закодувати набагато легше, хоча вони й зменшують виразність і спонтанність респондента. В цілому, словниковий склад запитання має бути якомога простішим і прямим, складатися щонайбільше з двадцяти слів. Кожне питання має бути відредаговане на предмет "читабельності". Жодне не має наводити респондента на певну думку, відмінну від його початкової. Жодне не повинно бути провокаційним, тобто містити заздалегідь відому відповідь. Нарешті, якщо для оцінювання певної концепції використовуються кілька виразів, їх формулювання повинно бути оберненим, щоб уникнути селективного упередження. 
Відповідь респондента на відкрите питання може бути оцінена за шкалою або проаналізована з використанням більш якісних методів пізніше.

### Порядок уведення питань
Укладачі опитувань повинні ретельно дотримуватися порядку введення запитань в анкеті. Для анкет, які респондент заповнює самостійно, найцікавіші питання повинні міститися на початку анкети, щоб привернути його увагу, в той час як демографічні питання треба розмістити ближче до кінця. З іншого боку, якщо опитування проводиться по телефону або особисто, демографічні питання треба поставити на початку інтерв'ю, щоб підвищити довіру респондента. Ще однією причиною стежити за порядком запитань є ефект, який відповідь на одне запитання може справити на усі наступні.

## Скорочення ухилень від відповіді
Наступні способи ефективно знижують ухилення респондентів від відповідей під час особистого контакту чи опитування по телефону
- Попереднє листування. Короткого листа надсилають заздалегідь, щоб проінформувати обраних респондентів про майбутнє опитування. Лист має бути привітним й персоналізованим, але не надто нав'язливим. По-перше, він оголошує, що респондентові зателефонують, або інтерв'юер призначить особисту йому зустріч. По-друге, в листі повинна бути вказана тема опитування. Нарешті, лист висловлює вдячність дослідника за співпрацю і щирість та готує підґрунтя для початку опитування.
- Підготовка. Інтерв'юери проходять ретельну підготовку, як ставити питання респондентам, як працювати з комп'ютерами і будувати розклад  для повторних дзвінків респондентам, що не відповіли.
- Короткий вступ. Інтерв'юер повинен завжди починати з короткого вступу про себе. Він / вона повинен(-на) представитися, назвати інститут, на який працює, загальну тривалість і цілі інтерв'ю. Крім того, треба вказати, що ви нічого не продаєте: дослідження показують, що це призведе до дещо кращих результатів опитування.
- Дружня і шаноблива манера. Зручність і зрозумілість. Поставлені запитання мають бути чіткими, не зневажливими. На них повинно бути  легко відповісти.

Стислість також заохочується. Огляд літератури 1996 підтверджує цей факт як у випадку письмових, так і усних опитувань, хоча й деякі інші чинники можуть бути вирішальними. Дослідження 2010 року, проаналізувавши 100000 онлайн-опитувань, дійшло висновку, що кількість відповідей знижується приблизно на 3% на десятому питанні і близько на 6% на двадцятому з подальшою стабілізацією падіння кількості відповідей (наприклад, спостерігалося скорочення лише на 10% на сороковому питанні). Інші дослідження показали, що якість відповідей знижується з наближенням кінця тривалих опитувань.

## Вплив інтерв'юера
Методисти опитувань приділили багато зусиль, щоб визначити, в якій мірі відповіді респондента залежать від фізичних характеристик інтерв'юера. Виявилося, що основні ознаки інтерв'юера, що впливають на відповіді респондента, це раса, стать і відносна вага тіла (ІМТ). Ці ознаки особливо дієві, коли запитання пов'язані саме з ними. Отже, раса інтерв'юера впливає на відповіді щодо ставлення до людей іншої раси, його стать -  на відповіді, пов'язані з гендерними проблемами, а його вага - на відповіді про харчування і дієти. Хоча вплив характеристик інтерв'юера досліджувався в основному в контактних опитуваннях, виявилося, що вони також мають вплив за умов відсутності будь-якого візуального контакту, наприклад, під час телефонних опитувань чи відео-дзвінків. Пояснюється це, як правило, соціальною бажаністю: респондент хотів би виглядати краще в очах соціуму, тому й дещо корегує свої відповіді залежно від ситуації. Вплив особливостей інтерв'юера є одним із прикладів ефектів, що впливають на відповідь на опитування.

## Зноски
1. ↑  Dillman, D.A. (1978) Mail and telephone surveys: The total design method.